# پولیانکولام
پولیانکولام (به لاتین: Puliyankulam) یک منطقهٔ مسکونی در سری‌لانکا است که در ناحیه واوونیا واقع شده‌است.